# بیل گورین
بیل گورین (انگلیسی: Bill Guerin؛ زادهٔ ۹ نوامبر ۱۹۷۰) بازیکن سابق هاکی روی یخ آمریکایی و مدیر کل فعلی مینه سوتا وایلد است. او قبلاً دستیار مدیر کل پنگوئن‌های پیتسبورگ و مدیر کل پنگوئن‌های Wilkes-Barre/Scranton بود.
گورین ۱۸ فصل در لیگ ملی هاکی (NHL) بازی کرد و دو قهرمانی جام استنلی را با نیوجرسی دیویلز و پیتسبورگ پنگوئن به دست آورد.
در سطح بین‌المللی، گورین نماینده ایالات متحده در المپیک در سال‌های ۱۹۹۸، ۲۰۰۲ و ۲۰۰۶ بود و در دو دوره مسابقات جهانی هاکی روی یخ شرکت کرد. گورین اولین بازیکن اسپانیایی‌تبار است که در NHL بازی می‌کند.

## جوایز
وی همچنین برندهٔ جوایزی همچون جام استنلی شده‌است.

## فعالیت
از باشگاه‌هایی که در آن بازی کرده‌است می‌توان به ادمونتون اویلرز اشاره کرد.